# Regaliceratops peterhewsi
Regaliceratops peterhewsi es la única especie conocida del género extinto Regaliceratops de dinosaurio ornitisquio ceratópsido que vivió a finales del período Cretácico, hace unos 68 millones de años durante el Maastrichtiense, en lo que es hoy América del Norte. Regaliceratops era un ceratópsido relativamente grande, de cerca de 5 metros de largo, con un peso estimado de 1,5 toneladas.

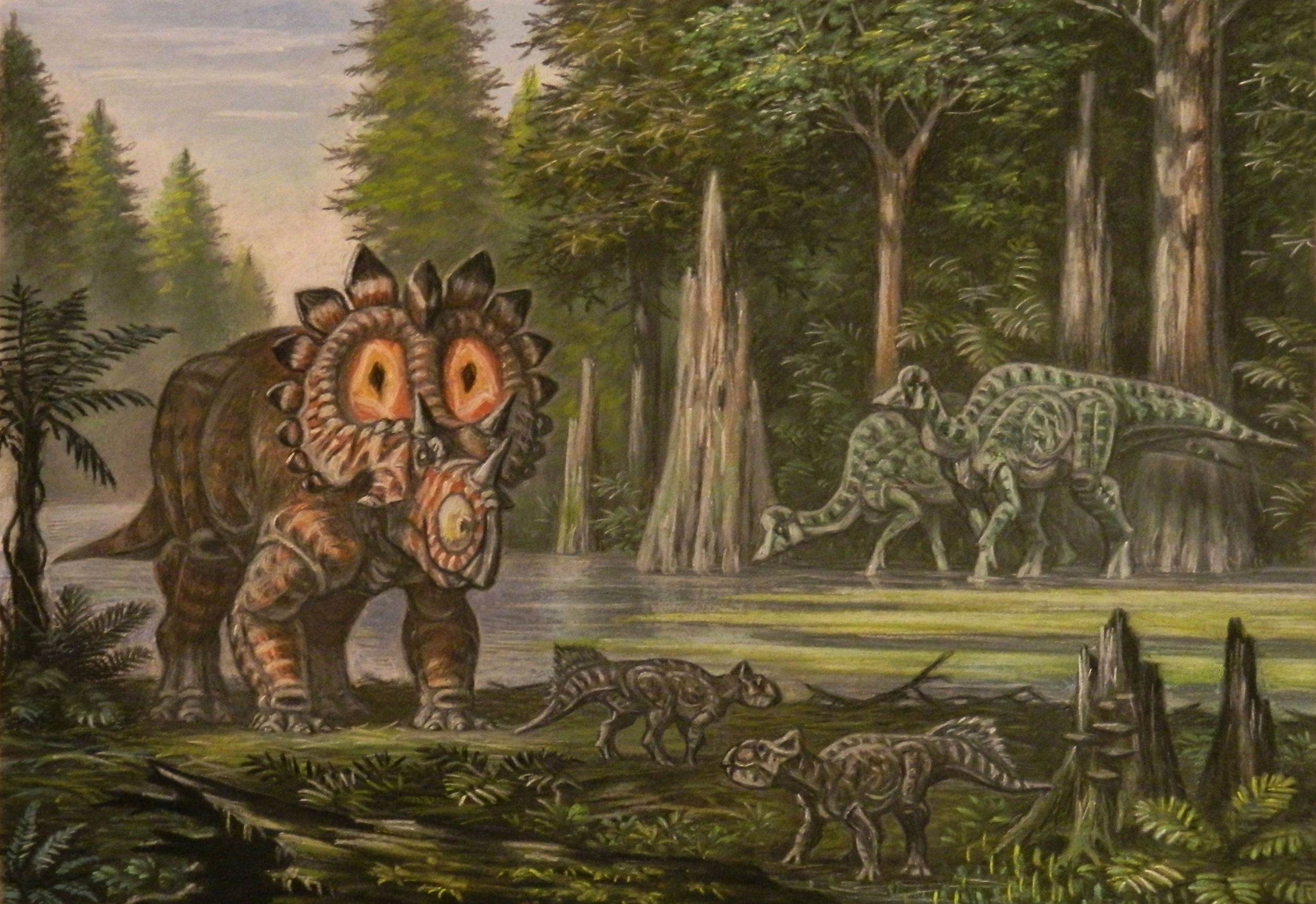
Restauración con Hypacrosaurus y Leptoceratops

Siendo un pariente cercano de Triceratops, Regaliceratops fue nombrado por su gola con placas, la cual sus descriptores pensaron que lucía algo parecida a una corona. En 2005, el geólogo Peter Hews descubrió un cráneo en el río Oldman en Alberta, Canadá. El fósil fue asegurado por un equipo del Real Museo Tyrrell de Paleontología. Al espécimen se le dio el apodo de "Hellboy" por sus cuernos y la dificultad de remover el fósil de la matriz rocosa. El espécimen holotipo, TMP 2005.055.0001, fue hallado en una capa de la Formación St. Mary River, la cual data de mediados del Maastrichtiense, hace unos 68 millones de años. Este consiste un cráneo completo en su mayor parte, careciendo del hueso del hocico, el rostral. El cráneo se había deformado por la compresión y su parte inferior quedó oculta por la matriz.

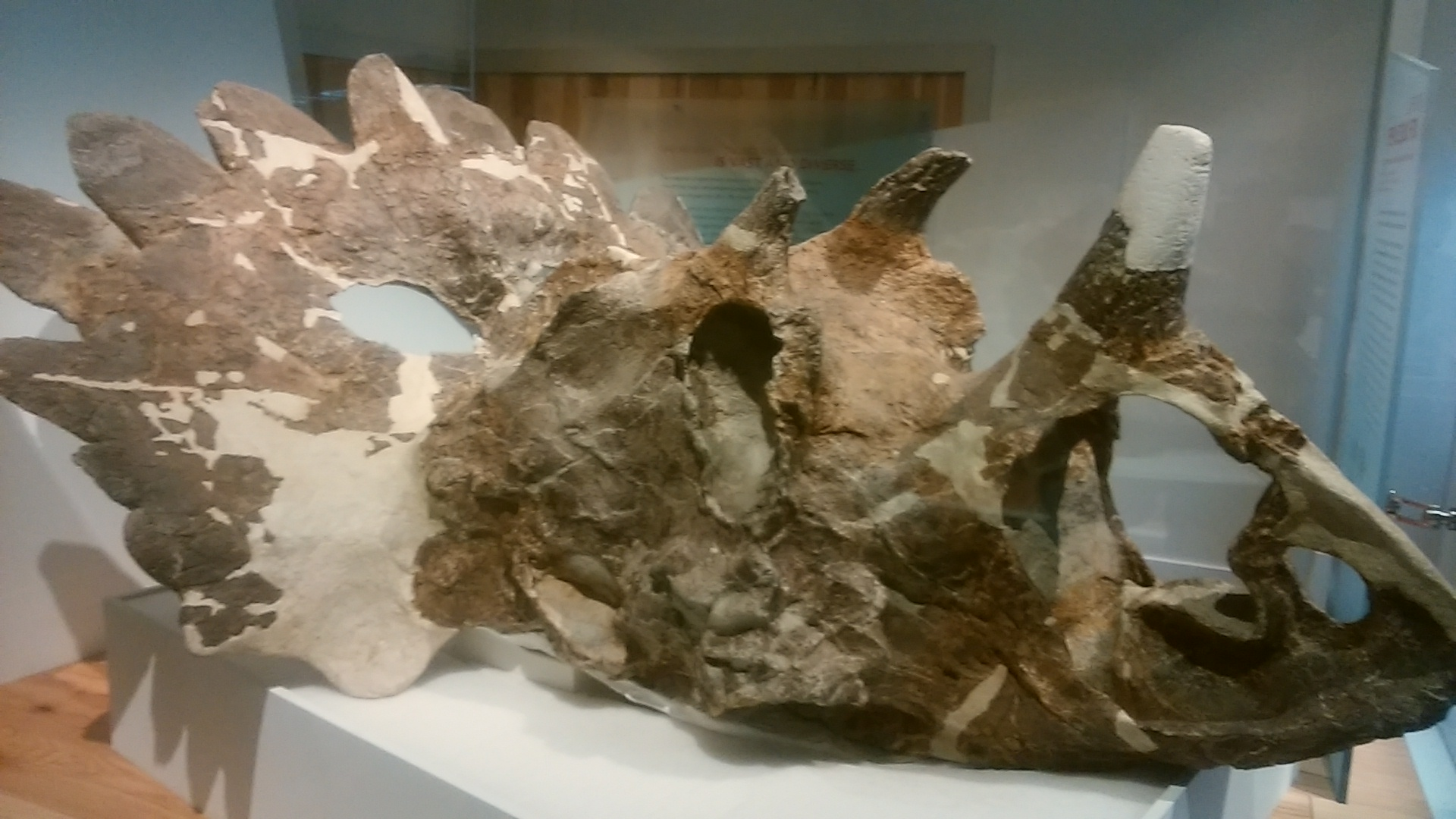
Cráneo holotipo.

En 2015, Caleb Marshall Brown y Donald Henderson nombraron y describieron al fósil como la especie tipo Regaliceratops peterhewsi. El nombre del género combina el término en latín regalis, "realeza", una referencia tanto a la gola en forma de corona como al Real Museo Tyrrell, junto con las palabras griego keras, "cuerno", y ops, "rostro". El nombre de la especie honra a Peter Hews.
Regaliceratops fue resuelto como miembro del Triceratopsini por Brown y Henderson en 2015. Sin embargo, en 2016 un estudio de Mallon et al. colocó a Regaliceratops en esa posición.
Cladograma según Brown y Handerson:
|  | Torosaurus latus     |
|  |                      |
|  | Torosaurus utahensis |
|  |                      |

|  | Triceratops horridus |
|  |                      |
|  | Triceratops prorsus  |
|  |                      |

|  | Torosaurus latus     |
|  |                      |
|  | Torosaurus utahensis |
|  |                      |

|  | Triceratops horridus |
|  |                      |
|  | Triceratops prorsus  |
|  |                      |

|  | Torosaurus latus     |
|  |                      |
|  | Torosaurus utahensis |
|  |                      |

|  | Triceratops horridus |
|  |                      |
|  | Triceratops prorsus  |
|  |                      |

|  | Torosaurus latus     |
|  |                      |
|  | Torosaurus utahensis |
|  |                      |

|  | Triceratops horridus |
|  |                      |
|  | Triceratops prorsus  |
|  |                      |

|  | Torosaurus latus     |
|  |                      |
|  | Torosaurus utahensis |
|  |                      |

|  | Triceratops horridus |
|  |                      |
|  | Triceratops prorsus  |
|  |                      |

|  | Torosaurus latus     |
|  |                      |
|  | Torosaurus utahensis |
|  |                      |

|  | Triceratops horridus |
|  |                      |
|  | Triceratops prorsus  |
|  |                      |

|  | Torosaurus latus     |
|  |                      |
|  | Torosaurus utahensis |
|  |                      |

|  | Triceratops horridus |
|  |                      |
|  | Triceratops prorsus  |
|  |                      |

|  | Torosaurus latus     |
|  |                      |
|  | Torosaurus utahensis |
|  |                      |

|  | Triceratops horridus |
|  |                      |
|  | Triceratops prorsus  |
|  |                      |

|  | Torosaurus latus     |
|  |                      |
|  | Torosaurus utahensis |
|  |                      |

|  | Triceratops horridus |
|  |                      |
|  | Triceratops prorsus  |
|  |                      |

|  | Torosaurus latus     |
|  |                      |
|  | Torosaurus utahensis |
|  |                      |

|  | Triceratops horridus |
|  |                      |
|  | Triceratops prorsus  |
|  |                      |

|  | Torosaurus latus     |
|  |                      |
|  | Torosaurus utahensis |
|  |                      |

|  | Triceratops horridus |
|  |                      |
|  | Triceratops prorsus  |
|  |                      |

|  | Torosaurus latus     |
|  |                      |
|  | Torosaurus utahensis |
|  |                      |

|  | Triceratops horridus |
|  |                      |
|  | Triceratops prorsus  |
|  |                      |

|  | Torosaurus latus     |
|  |                      |
|  | Torosaurus utahensis |
|  |                      |

|  | Triceratops horridus |
|  |                      |
|  | Triceratops prorsus  |
|  |                      |

|  | Torosaurus latus     |
|  |                      |
|  | Torosaurus utahensis |
|  |                      |

|  | Triceratops horridus |
|  |                      |
|  | Triceratops prorsus  |
|  |                      |

|  | Torosaurus latus     |
|  |                      |
|  | Torosaurus utahensis |
|  |                      |

|  | Triceratops horridus |
|  |                      |
|  | Triceratops prorsus  |
|  |                      |

|  | Torosaurus latus     |
|  |                      |
|  | Torosaurus utahensis |
|  |                      |

|  | Triceratops horridus |
|  |                      |
|  | Triceratops prorsus  |
|  |                      |